# Yokosuka K2Y
Yokosuka K2Y (яп. 三式陸上初歩練習機, Самолёт начальной подготовки морской Тип 3) — учебный гидросамолёт Императорского флота Японии. Эксплуатировался с в 1920—1940 годах. Было выпущено приблизительно 360 машин.

## История создания
В начале 1920-х годов японский флот переживающий бурное развитие нуждался в учебных самолетах для подготовки пилотов для строящихся авианосцев. Неразвитая в то время авиационная промышленность не могла обеспечить флот необходимым самолётом поэтому, было решено закупить самолёты за границей. В частности, в Великобритании было закуплено 30 самолётов Avro 504 — 20 самолётов с колесным шасси Avro 504L и 10 поплавковых Avro 504S. Эти самолёты, хотя и были устаревшими (они были разработаны ещё до начала Первой мировой войны), но были надёжными, простыми в управлении и идеально подходили для обучения пилотов, поскольку были достаточно универсальными для обучения различным задачам, которые могли возникнуть перед лётчиками. Поскольку 30 самолётов было явно недостаточно, командование флота договорилось о лицензионном выпуске самолётов в Японии. Выпуск начался в 1922 году на фирме Nakajima. За 2 года было выпущено 250 самолётов Avro 504 в разных вариантах, ещё 30 самолётов выпустила фирма Aichi. Вариант с колесным шасси получил обозначение Avro L, с поплавковым шасси — Avro S.
Самолёты Avro были настолько удачными, что на их базе в 1928 году была предпринята попытка модернизировать английскую машину. Этому способствовала также неудовлетворенность самолетом Yokosuka K1Y — в целом хорошей машиной, которая, однако, имела ненадежный двигатель. В это время появилась новая версия самолета Avro 504N. В 1928 году было заключено соглашение о лицензионный выпуске этой машины в Японии. Самолёт получил название «Самолёт начальной подготовки морской Тип 3 Модель 1» (или K2Y1). Выпуск начался в 1930 году на заводах фирмы Kawanishi, позже к изготовлению привлекли фирмы Mitsubishi и Watanabe. На выпускаемых машинах устанавливался двигатель «Armstrong Siddeley „Lynx“ IVC» мощностью 130 л. с. В 1932 году появилась модель с японским двигателем «Gasuden Jinpu Model 2» мощностью 160 л. с., которая получила название Самолёт начальной подготовки морской Тип 3 Модель 2 (или K2Y2). Были осуществлены попытки оборудовать самолеты «K2Y» поплавковым шасси, но они оказались неудачными.

## Эксплуатация
Самолёты K2Y благодаря своей простоте и надежности длительное время были учебными машинами начальной подготовки в японском флоте. Они выпускались серийно более 10 лет. K2Y состояли на активной службе до 1943 года, но так и не были окончательно вытеснены более современными самолетами до конца войны.

## Модификации
- K2Y1 — вариант с двигателем «Armstrong Siddeley „Lynx“ IVC» (130 л. с.)
- K2Y2 — вариант с двигателем «Gasuden Jinpu Model 2» (160 л. с.)

### Технические характеристики
- Экипаж: 2
- Длина: 8,60 м
- Размах крыла: 10,90 м
- Высота: 3,13 м
- Площадь крыла: 24,43 м²
- Профиль крыла:
- Масса пустого: 567 кг
- Масса снаряженного: 890 кг
- Нормальная взлетная масса:
- Максимальная взлетная масса:
- Двигатель Gasuden Jinpu Model 2
- Мощность: 1x 160 л. с.[1]

### Лётные характеристики
- Максимальная скорость: 159 км/ч
  - у земли:
  - на высоте м:
- Крейсерская скорость: 138 км/ч
- Практическая дальность: 419 км
- Практический потолок: 4 600 м
- Скороподъёмность: м/с
- Нагрузка на крыло: кг/м²[1]